# Lauro Quirini
Lauro Quirini (Candia, 1420 – Venezia, 1472-1481) è stato un politico e umanista italiano, esponente dell'umanesimo veneziano sia nella sua declinazione politica che pedagogica.

## Biografia
Nato probabilmente a Candia intorno al 1420 da Pietro e da Francesca Duodo, Lauro Quirini faceva parte dell'alto patriziato veneziano. Entrato nel Maggior Consiglio della città nel 1438, l'attività politica e letteraria di Quirini si concentrò principalmente negli anni '40 del XV secolo. Nel 1441, infatti, Quirini assistette al Concilio ecumenico di Firenze volto alla riunificazione della Chiesa Cattolica e di quella Ortodossa, in occasione del quale conobbe sia il dottissimo (e futuro cardinale) Giorgio Bessarione, con cui strinse un rapporto d’amicizia, sia Leonardo Bruni (all'epoca cancelliere e con cui ebbe un diverbio), sia il giovane Leon Battista Alberti. Tra il 1443 e il 1438, invece, Quirini risiedette principalmente a Padova, dove approfondì gli studi filosofici (specie di Aristotele) e città dove ottenne già la laurea in filosofia il 26 aprile 1440. Durante questo periodo Quirini, che il 15 aprile 1445 fu iscritto nel Collegio dei Filosofi, si distinse per le orazioni pubbliche in occasione di eventi pubblici, ma anche per il conferimento di lauree: tra queste, si ricordano le orazioni a Leonardo Giustiniani, altro umanista eletto procuratore di San Marco, e quella funebre dedicata alla scomparsa del condottiero di ventura, il Gattamelata. Entrò in contrasto con il giovane Lorenzo Valla per la disputa su Aristotele e con Poggio Bracciolini riguardo al valore della nobiltà. In quell’occasione compose un De nobilitate, in risposta all’opera omonima di Poggio, in cui rivendicava il valore della nobiltà veneziana, dotata di una superiorità datale dalla natura stessa. Quirini nel 1448 era ritornato a Venezia, dove nel marzo 1449 aprì una scuola per l'educazione dei giovani rampolli dell'aristocrazia da lui stesso diretta e in cui figurava come insegnante di filosofia morale. Nel 1451 si sposò con Pellegrina Falier e, nel 1452, accettò di insegnare come docente all'Università di Padova. Il secondo soggiorno padovano, però, durò poco, a Candia, sull'Isola di Creta, a partire dal 1453. Da quell'anno fino alla morte, avvenuta tra il 1472 e il 1481, Quirini non lasciò più l'isola, dedicandosi alla gestione delle sue ricchezze e all'analisi della situazione politica e militare del Mediterraneo Orientale in seguito alla caduta di Costantinopoli e all'entità della potenza dell'Impero Ottomano, inviando lettere e messaggi alla curia papale per esortare la cristianità a combattere contro la minaccia musulmana. Nel 1456 rimase vedovo, si risposò nel 1459 con la cretese Pantasilea Muazzo da cui ebbe due figli: Niccolò e una figlia. 

## Il pensiero
Di Lauro Quirini, oltre alle orazioni pubbliche e all'epistolario che intrattenne con varie personalità dell'epoca, si ricorda, principalmente, la definizione di nobiltà secondo la società oligarchica veneziana, esposta nel trattato De Nobilitate e scritto in chiave polemica con Poggio Bracciolini che, al contrario, negava valore alla nobiltà. Quirini, in un discorso articolato e complesso, afferma che la nobiltà è sia un valore intrinseco (proveniente da Dio e trasmesso nelle creature maggiori, i nobili), sia un valore da acquisire tramite l'esercizio dei valori dell'età classica. Avendo come fonte la Politica di Aristotele, Quirini compose un De Republica in cui afferma che nessuna delle tre forme di governo (monarchia, oligarchia e democrazia) sono aliene da difetti, e che soltanto in una res publica in cui pochi governano lo Stato per incarico di molti, con a capo un re sorvegliato dal popolo, lo Stato può funzionare. In questo senso si può definire l'anima "civile" di Quirini il quale difese lo Stato veneziano non tanto con incarichi politici e istituzionali, quanto con la forza dell'intelletto.

## Le opere
- (LA) Lauro Quirini, Dialogus in gymnasiis Florentinis.
- (LA) Lauro Quirini, Lauri Quirini P. V. Opusculum, in quo Aristoteles iintroducitur disputans, et declarans Platonicorum dogmata principaliora. Ad Andream Maurocenum Praetorem Patavinum, 1440.
- (LA) Lauro Quirini, De pace Italiae, post 1441.
- (LA) Lauro Quirini, De nobilitate contra Poggium florentinum, post 1448.
- (LA) Lauro Quirini, Ad Nicolaum V Pont. Max. Lauri Quirini P. V. Oratio de Urbis Constantinopolis iactura et captivitate, 1453.
- (LA) Lauro Quirini, Lauri Quirini P.V. Epistola ad Pium Papam II pro Cretensibus adversus Turcos, 1464.
- Epistolario